# ガマズミ
ガマズミ（莢蒾、学名: Viburnum dilatatum）は、山地や丘陵地の明るい林や草原に生えるガマズミ科ガマズミ属に属する落葉低木。秋に赤く熟した果実は食用になり、薬酒にもなる。

## 名称
和名「ガマズミ」の語源は諸説あり、赤い実という意味の「かがずみ」が転訛したもの、果実を頬張ると噛まずに種を吐き出すため「かまず実」の説がある。また、昔は熟した赤い果実を染料に使ったので「染め」がゾメからズミへ転訛したと説く人もいる。別名アラゲガマズミ。
東北では、ジュミ、ゾーミ、関東ではヨツズミ、ヨツドメ、、近畿ではシグレ、シブレ、中部でヨウゾメ、ヨードメ、カメガラ、四国、九州ではナベトーシ、イセビなどと呼ばれるほか、ヨソゾメヨスズと呼ぶ地域もある。中国名は「莢迷」「莢蒾」（きょうめい）。

## 分布域・生育地
日本、朝鮮半島、中国などの東アジア地域に分布し、日本では北海道南西部、本州、四国、九州に分布する。平地から山地、丘陵地に分布し、雑木林や山野の日当たりのよい場所に自生する。

## 形態・生態

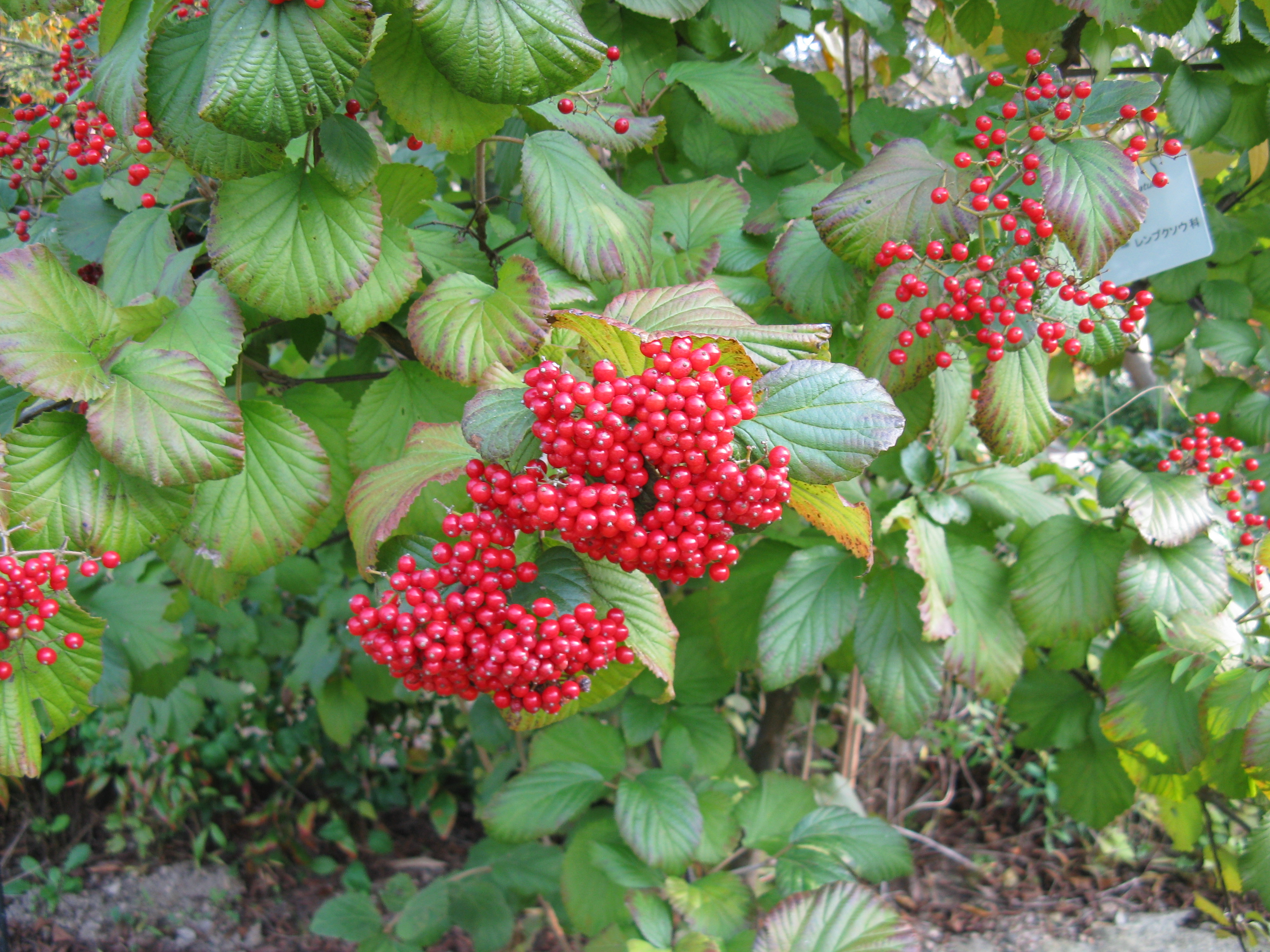
ガマズミの果実と葉

落葉広葉樹の低木で、樹高2 - 4メートル (m) 程度となる。樹皮は灰褐色。若い枝は星状毛や腺点があって、灰緑色で楕円形の皮目も多い。古枝は灰黒色で皮目がある。
葉は対生し、長さ6 - 15センチメートル (cm) 程度の円形や卵形から広卵形で、葉縁に細かい鋸歯がある。表面には羽状の葉脈がわずかに出っ張り、凹凸がある。表面は脈上にだけ毛があり触るとざらつくが、裏面では腺点や星状毛などが多い。秋には紅葉し、橙色からやや淡い赤色、時に複数の色が混じるが、紅葉初期は紫色が残って周辺部が黒ずむことも多い。
花期は5 - 6月。本年枝の先に散房花序を出して、白い小さな花が平頭状に多数咲く。花は直径約5ミリメートル (mm) で、花冠は深く5裂する。雄蕊は5個。
果期は晩夏から秋にかけて（9 - 10月）。果実は直径6 mm程度の球形で、赤く熟して食用できる。果実は最終的に晩秋のころに表面に白っぽい粉をふき、この時期がもっとも美味になる。冬になっても、赤い果実が残っていることがある。果実はヒヨドリやメジロなどの小鳥に食べられて運ばれ、排泄物と一緒に種子が散布されて分布域を広げる。
冬芽は卵形で粗い毛が多く生え、紅色を帯びた芽鱗は4枚ついて、外側の2枚は小さい。枝の先端につく頂芽は、よく頂生芽を伴ってつけている。枝の側芽は対生し、頂芽よりも小さい。冬芽わきに残る葉痕は、倒松形やV字形で、維管束痕は3個つく。

## 分類
近縁のコバノガマズミ（Viburnum erosum Thunb.）やミヤマガマズミ（Viburnum wrightii Miq）の葉は比較的細長く先端が尖った楕円形であるので、区別できる（しかし葉は変異が多いため、区別しにくいこともある）。

## 利用
秋以降の果実は食べられ、ワイン色が美しい果実酒になる。材は丈夫なことから、鎌や鍬など農具の柄に用いられる。染料や油も採られる。枝は柔らかく折れにくいので、昔から何かを束ねる時に使った。枝をよって縄をつくり、刈柴などを手際よくまとめた。

### 食用
果実は甘酸っぱく食用になる。初秋には酸味が強くて生食できないが、秋が深まると透明感が出て甘くなる。ダイコンやカブなどの浅漬けを漬ける時に一緒に用いられ、「赤漬け」は長野県戸隠村でよく行うもので紅色に染まり、実の酸味がついた大根漬けとなる。生食するほか、ジュースやキャンディ、酢、ポン酢、果実酒、ジャム、ゼリー、健康ドリンクなどに商品化されている。鮮やかな赤色に完熟した果実は、焼酎やホワイトリカーに漬け込んで3か月以上たてば果実酒になり、ほぼ半年で実を取り出すと退色しない。同属のコバノガマズミ、ミヤマガマズミ、ヤブデマリ、オオカメノキなども同様に利用することができる。
丈夫でよく分枝するため、庭木として観賞用に植樹されることもある。

### 薬用
果実は「莢蒾子」（きょうめいし）とよんで、赤く熟した果実をとって薬用にする。果実を焼酎に漬けて果実酒にすると、疲労倦怠、動脈硬化予防などの薬用効果もある。ガマズミの薬酒は、果実を乾燥したもの、熟した生果実のどちらでもよく、容器の3分の1ほど入れて35度のホワイトリカーに1か月以上漬け込んで作る。1日に猪口1杯程度飲むとされるが、妊婦は服用しない。